# Römische Trilogie
Die Römische Trilogie (Trilogia romana) ist ein Zyklus von drei sinfonischen Dichtungen von Ottorino Respighi:
- Fontane di Roma (Brunnen von Rom, 1916)
- Pini di Roma (Pinien von Rom, 1924)
- Feste Romane (Römische Feste, 1928)

Die drei Kompositionen stellen die bedeutendsten sinfonischen Werke und seine bekanntesten Werke überhaupt dar.